# Aspidoproctus pertinax
Aspidoproctus pertinax är en insektsart som först beskrevs av Robert Newstead 1901.  Aspidoproctus pertinax ingår i släktet Aspidoproctus och familjen pärlsköldlöss. Inga underarter finns listade i Catalogue of Life.